# Нижня Бікберда
Нижня Бікберда́ (рос. Нижняя Бикберда, башк. Түбәнге Бикбирҙе) — присілок у складі Зіанчуринського району Башкортостану, Росія. Входить до складу Бікбауської сільської ради.
Населення — 268 осіб (2010; 281 в 2002).
Національний склад:
- башкири — 98%